# 菅山かおる
菅山 かおる（すがやま かおる、1978年12月26日 - ）は、日本の元ビーチバレーボール選手。元インドアバレーボール日本代表。WINDS所属。

## 来歴

### インドアでの経歴
宮城県岩沼市出身。小学校3年からスポーツ少年団に入りバレーボールを始めた。1996年、宮城県古川商業高等学校（現古川学園高校）2年生のとき、第27回春の高校バレーでエースアタッカーとして活躍し、全国優勝を果たした。翌1997年、3年生のとき主将を務めた。
高校卒業後は小田急ジュノーに入社しアタッカーとして活躍。1999年、チームの廃部に伴いJTマーヴェラスへ移籍。JTではV1リーグ降格、再昇格を経験。熊前知加子加入後の2004年、身長が低かったためアタッカーではなく守備の要であるリベロになった。
2005年、第11回Vリーグで、JT初のベスト4進出を果たし、全日本代表に初選出された。リベロで出場したが選手の怪我などによる戦線離脱でアタッカーが不足したため、のちにアタッカーとして出場した。
全日本デビューとなった2005年ワールドグランプリでは、攻撃・守備の両面で活躍した。可憐な容姿に注目が集まり、「かおる姫」のニックネームがついた。全日本チームで"人気No.1のアイドル選手"となり、写真集も発売された。
翌2006年、世界選手権に出場。
2008年5月31日、JTを退社。9月、第6回パーカッシオ美脚大賞スポーツ部門受賞。

### ビーチ転向
2009年2月、元全日本男子チームのエースアタッカー兼主将だった川合俊一が会長を務める日本ビーチバレーボール連盟の、ビーチバレーに転身した。ビーチバレーのジュニア大会で優勝経験もある18歳の溝江明香（産能大）とペアを組んでツアーに参戦したが、同年6月に溝江とのペアを解消した。室内のバレーボールでは果たせなかった五輪出場を目指している。
2010年、浦田景子とペアを組み、ツアーに参戦。シーズン途中、駒田順子の相方が負傷し、ツアー第3戦から駒田とペアを組む。ツアー最終戦では2年目にして準優勝を飾る。
2011年、同じビーチバレー選手の西村晃一と結婚。同年10月、第一子となる男児を出産。2013年11月、第二子男児を出産。

## 人物・エピソード
JTに移籍した1999年は、JTマーヴェラスが第1回V1リーグで優勝した年だったことから、同年入社の菅山が「優勝のユウ」、同期入社の朝倉香苗は「優勝のショウ」がニックネームになった。全日本に選出される以前から、Vリーグのオールスターゲームにファン選出されていた。
「かおる姫」と呼ばれているが、ジャージ姿で近くに買物に行ったり、好きな芸能人に哀川翔、好きなアーティストに浜田省吾、好きなスポーツ選手に清原和博、亀田三兄弟その他、好物に馬刺し・ラーメンを挙げるなど、性格的には男っぽいらしい。
JTのチームメイトである竹下佳江とは仲が良く、チームの写真撮影や全日本合宿での食事風景、プライベート時でも菅山の隣に竹下がいることが多い。JTのCMには竹下、宝来麻紀子と出演していた。現役時代はコーチから「もう練習を終わりにしよう」と言われても納得いくまで練習し続ける、かなりの練習の虫であった。

## 所属チーム
- 岩沼西小
- 岩沼西中
- 古川商業高等学校（現・古川学園高等学校）
- 小田急ジュノー（1997-1999年）
- JTマーヴェラス（1999-2008年）

## 球歴
- 全日本代表 - 2005-2007年
- 全日本代表としての主な国際大会出場歴
  - 世界選手権 - 2006年

## 受賞歴
- 2005年 - 第11回Vリーグ レシーブ賞